# 伊琳卡·米特雷娃
伊琳卡·米特雷娃（1950年2月11日—2022年8月1日），北马其顿政治人物，曾任外交部长。

## 生平
1950年2月11日出生于斯科普里。1973年毕业于斯科普里语言学院罗曼语族语言文学专业，留校任教。她在贝尔格莱德语言学院获得硕士学位，并在斯科普里语言学院获得博士学位。
1994年至2001年，她担任马其顿共和国议会议员。2001年5月开始担任马其顿共和国外交部长，同年11月辞职。在馬其頓社會民主聯盟2002年议会选举中获胜后，她从2002年11月起再次担任外交部长职务，直至2006年8月政府换届。
2021年获法国荣誉军团骑士勋章。2022年8月1日逝世。